# Marcin Baszczyński
Marcin Baszczyńsk (Ruda Śląska, Polonia, 7 de junio de 1977) es un exfutbolista polaco que se desempeñaba como defensa. 

## Selección nacional
Ha sido internacional con la Selección de fútbol de Polonia, ha jugado 35 partidos internacionales y ha anotado 1 gol.

### Participaciones en Copas del Mundo
| Mundial                        | Sede     | Resultado    |
| ------------------------------ | -------- | ------------ |
| Copa Mundial de Fútbol de 2006 | Alemania | Primera fase |

## Clubes
| Club              | País    | Año       |
| ----------------- | ------- | --------- |
| Pogoń Ruda Śląska | Polonia | 1994-1995 |
| Ruch Chorzów      | Polonia | 1995-2000 |
| Wisla Cracovia    | Polonia | 2000-2009 |
| Atromitos         | Grecia  | 2009-2011 |
| Polonia Varsovia  | Polonia | 2011-2013 |
| Ruch Chorzów      | Polonia | 2013      |

## Palmarés

### Campeonatos nacionales
| Título               | Club           | País    | Año  |
| -------------------- | -------------- | ------- | ---- |
| Copa de Polonia      | Ruch Chorzów   | Polonia | 1996 |
| Ekstraklasa          | Wisla Cracovia | Polonia | 2001 |
| Supercopa de Polonia | Wisla Cracovia | Polonia | 2001 |
| Copa de Polonia      | Wisla Cracovia | Polonia | 2002 |
| Ekstraklasa          | Wisla Cracovia | Polonia | 2003 |
| Copa de Polonia      | Wisla Cracovia | Polonia | 2003 |
| Ekstraklasa          | Wisla Cracovia | Polonia | 2004 |
| Ekstraklasa          | Wisla Cracovia | Polonia | 2005 |
| Ekstraklasa          | Wisla Cracovia | Polonia | 2008 |
| Ekstraklasa          | Wisla Cracovia | Polonia | 2009 |